# ميرتشا روجر
ميرتشا روجر (بالرومانية: Mircea Roger)‏ هو موجه قوارب ‏ روماني، ولد في 16 يونيو 1947 في سوتشافا في رومانيا.

## وصلات خارجية
- ميرتشا روجر على موقع الاتحاد الدولي للتجديف (الإنجليزية)
- ميرتشا روجر على موقع اللجنة الأولمبية الدولية (الإنجليزية)
- ميرتشا روجر على موقع أوليمبيديا (الإنجليزية)